# Autofiktion
Autofiktion bezeichnet in der Literaturwissenschaft einen „Text, in dem eine Figur, die eindeutig als der Autor erkennbar ist [...], in einer offensichtlich [...] als fiktional gekennzeichneten Erzählung auftritt“. Der Begriff geht auf den französischen Schriftsteller und Kritiker Serge Doubrovsky zurück, der Autofiktion als „Fiktion strikt realer Ereignisse und Fakten“ definierte.

## Konzepte und Definitionen
Serge Doubrovsky beruft sich in seinem Konzept von Autofiktion auf das Bild der Drehtür, das bereits Gérard Genette in seiner Analyse von Marcel Prousts Roman Auf der Suche nach der verlorenen Zeit verwendete. Im Gegensatz zum bekannten Drehtür-Effekt beschreibt Genette folgende Situation: Zwei Menschen drücken im selben Moment in die jeweils entgegengesetzte Richtung derselben Drehtür und hindern sich so gegenseitig am Weiterkommen. Im übertragenen Sinne geschieht dies bei autofiktionalen Texten durch die Kollision zweier Genres. Doubrovsky greift die von Philippe Lejeune geprägten Begriffe des autobiografischen und des fiktionalen Pakts auf, die zueinander im Widerspruch stehen. In einem autofiktionalen Text ist die Leserschaft gezwungen, beide Pakte zu schließen, und findet sich damit unweigerlich in einer geschlossenen Drehtür wieder, aus der sie nicht ausbrechen kann. Auch für die französische Literaturwissenschaftlerin Marie Darrieussecq ist der autofiktionale Text „immer mit Ambiguität behaftet“, da der Leser „nicht die Möglichkeit [hat], den Text widerspruchslos gemäß einem der beiden Pakte zu lesen“. Im Gegensatz zu Doubrovsky sieht sie die Autofiktion jedoch nicht als besondere Art autobiographischen Schreibens, sondern als eigenständige literarische Gattung.
Eine weitere Definition stammt von Gérard Genette, der Autofiktion als eine besondere Form der Fiktion versteht, bei der „der Autor unter eigenem Namen in das fiktionale Universum seiner Erzählung eintritt“. Diese Auffassung lässt sich vor allem durch phantastische Erzählungen begründen, in denen eindeutig das fiktionale Element überwiegt, obwohl der Protagonist den Namen und eventuell auch Charakterzüge des Autors trägt (vgl. Jorge Luis Borges, El Aleph).
Frank Zipfel hingegen vertritt die Auffassung, dass das Publikum wählen könne, ob es den autobiografischen oder den romanesken Pakt abschließen möchte, woraus dementsprechend unterschiedliche Lesarten desselben Textes resultieren. Dazu kommt laut Zipfel, dass Autofiktion inzwischen als „Sammelbegriff für die unterschiedlichsten Kombinationen von autobiografischem und fiktionalem Erzählen“ verwendet würde, was zwangsläufig zu Unschärfen in der Definition führe. Dieser Umstand wird jedoch nicht immer als Problem wahrgenommen. Beispielsweise hebt der Schweizer Schriftsteller Ivan Farron in der Neuen Zürcher Zeitung hervor, dass die Autofiktion gerade aufgrund von poetologischen „Zweideutigkeiten“ als Begriff so viel Konjunktur erlebe. Farron diagnostiziert einen regelrechten „Autobiographie-Boom“, in dem „[w]eniger die literarische Qualität zählt [...] als vielmehr ihr Potenzial, eine unmittelbare Kommunikation mit dem Lese- bzw. Fernsehpublikum aufzubauen, eine Identifikation, die als kathartisch erlebt wird.“

## Merkmale
Autofiktionales Erzählen unterscheidet sich von autobiografischem primär dadurch, dass Autor, Erzähler und (Haupt-)Figur trotz eventueller Namensgleichheit nicht miteinander identisch sind. Dennoch können reflexive Bezüge entstehen, wie Martina Wagner-Egelhaaf hervorhebt: Oft führt das Schreiben eines autofiktionalen Textes zu einer „Verschränkung von Leben und Text“, die „einerseits das Leben im Licht des Textes wahrnehmbar macht und andererseits die Textproduktion als Teil des beschriebenen Lebens begreift“.
In diesem Kontext lässt sich die Behauptung Eric Achermanns lesen, der im fiktionalen Element autobiografischer Texte „nichts anderes als [deren] Konstruktion“ sieht. Die „Unmöglichkeit, im Erleben selbst zu erzählen“, erfordere also zwangsläufig eine fiktionale Konstruktionsebene, auch wenn die größtmögliche Authentizität angestrebt wird. Folgt man dieser Argumentation, kann auch die Konstruiertheit eines Textes nicht als eindeutiger Hinweis auf autofiktionales Erzählen gelten.
Abschließend hebt Achermann hervor, dass die Unterscheidung zwischen Autobiografie und Autofiktion meist auf individuellen Urteilen beruht, die aufgrund von (vermeintlichem) Wissen über die reale Autorpersönlichkeit gefällt werden. Wenn beispielsweise Stefan Zweig in Die Welt von Gestern behauptet, August Oehler sei Beamter geworden, wird allgemein eine „Gedächtnistäuschung“ angenommen.

## Literarische Vertreter
Autofiktion wird häufig in der zeitgenössischen französischen Literatur eingesetzt, um persönliche (vorwiegend sexuelle) Erfahrungen literarisch zu verarbeiten. Zu den bekanntesten Vertretern zählen neben Serge Doubrovsky auch Christine Angot, Marguerite Duras, Annie Ernaux, Hervé Guibert, Cathérine Millet, Amélie Nothomb, Édouard Louis, Karl Ove Knausgård und Vassilis Alexakis. 
Bekannte Beispiele für die Rezeption dieser Technik im deutschen Sprachraum sind Romane wie Das bin doch ich (2007) von Thomas Glavinic, Friedinger (2018) von Stefan Kutzenberger und Hoppe (2012) von Felicitas Hoppe, wo der Nachname der Autorin als Titel verwendet wird und so bereits eine autofiktionale Erzählung andeutet. Auch Christian Kracht hat mit Eurotrash (2021) ein autofiktionales Werk vorgelegt.
Bei Glavinic, Kutzenberger, Hoppe und Kracht besteht eine Namensgleichheit von Autor und Figur. Andere deutsche Texte enthalten ähnlich einem Schlüsselroman verschiedene Signale, die als Aufforderung zur autofiktionalen Lesart verstanden werden können. Ein bekanntes Beispiel liefert die deutschtürkische Schriftstellerin Emine Sevgi Özdamar mit ihrem Roman Das Leben ist eine Karawanserei, in dem die Erlebnisse einer Migrantin geschildert werden, ohne dass man „gezwungen wäre, [...] diese als Lebensbeschreibung der Autorin zu lesen“. Die Vertreibung aus der Hölle von Robert Menasse verwendet ein ähnliches Verfahren.
Ein Sonderfall ist der Roman Ōtofikushon (オートフィクション, 2005) von der japanischen Autorin Hitomi Kanehara, der sich bereits im Titel auf das Konzept der Autofiktion bezieht, aber auf unterschiedlicher Namensgebung basiert. Die deutsche Übersetzung von Sabine Mangold erschien 2008 unter dem Titel Obsession und lenkt die Rezeption somit auf einen anderen Aspekt des Textes.